# Alessandro Moscardi
Pas d'image ? Cliquez ici

a Compétitions nationales et continentales officielles uniquement.

b Matchs officiels uniquement.
Dernière mise à jour le 7/2/2020.
Alessandro Moscardi (né le 26 mars 1969 à Rovigo, en Vénétie) est un joueur de rugby à XV, jouant au poste de talonneur. Il mesure 1,93 m pour 99 kg. 

## Biographie
Alessandro Moscardi honore sa première cape internationale le 17 avril 1993 avec l'équipe d'Italie contre l'équipe du Portugal.
Il obtient 44 sélections et il est 19 fois capitaine depuis sa nomination par Brad Johnstone en novembre 2000 jusqu'à son dernier match international le 7 avril 2002 dans le cadre du Tournoi.
Il apprend le rugby avec le Rugby Rovigo, où il évolue avec ses frères Nicola et Alberto, jouant comme troisième ligne et se reconvertissant au talonnage.
En 2003, il conduit le Benetton Rugby Trévise au titre avant de se retirer du club, disputant une dernière saison avec Conegliano. 

## Clubs successifs
- Rugby Rovigo ;
- Benetton Trévise, 1996-2003 ;
- Conegliano 2003-2004.

## Sélection nationale
- 44 sélections avec l'Italie[1] dont 19 fois capitaine[2]
- Ventilation par année : 1 en 1993, 1 en 1995, 1 en 1996, 3 en 1998, 11 en 1999, 10 en 2000, 12 en 2001, 5 en 2002
- Trois Tournois des Six Nations disputés : en 2000, 2001 et 2002
- Coupe du monde de rugby disputée : en 1999.

## Palmarès
- Cinq fois champion d'Italie : 1997, 1998, 1999, 2001, 2003.